# Rhytidoponera versicolor
Rhytidoponera versicolor is een mierensoort uit de onderfamilie van de Ectatomminae. De wetenschappelijke naam van de soort is voor het eerst geldig gepubliceerd in 1958 door Brown.